# عقاب مارخور نیکوبار جنوبی
عقاب مارخور نیکوبار جنوبی (نام علمی: Spilornis klossi) نام یک گونه از سرده خال‌پرنده‌ها است.